# Конспиративная квартира Симбирской группы РСДРП
Музей «Конспиративная квартира Симбирской группы РСДРП (1904—1906 гг.)» — первый филиал Ульяновского областного краеведческого музея имени И. А. Гончарова.
Музей располагается в историко-революционном памятнике — доме, в котором в 1904—1906 гг. размещалась конспиративная квартира симбирских социал-демократов.

## История
Дом принадлежал В. И. Орлову — мелкому бакалейному торговцу, старший сын которого Василий был одним из организаторов и руководителей симбирской группы Российской социал-демократической рабочей партии. Построен весной-летом 1904 года по адресу: переулок Введенский (Малосадовый), дом 1.
Конспиративной квартирой дом Орлова по Введенскому переулку стал служить Симбирской группе РСДРП с июля 1904 года. В мае 1904 года отец Орлова, занятый своими торговыми делами, доверил надзор за стройкой своему сыну Василию. Этим он и его друг и соратник В. В. Рябиков воспользовались для своих целей в полной мере. Они оборудовали в мезонине дома тайники для хранения нелегальной библиотеки, партийных документов, оружия.
Тайники были сделаны также в сарае, бане, дровянике и даже в уборной в саду.
На первом этаже дома жила большая семья Орловых. В светёлке в мезонине жили Василий Орлов и Валентин Рябиков. В ней проходили тайные заседания руководящего ядра симбирской группы РСДРП, печатались на гектографе первые листовки.
На улице Большой Саратовской (ныне ул. Гончарова) под фирмой В. И. Орлова был открыт книжный киоск, в котором продавались книги и брошюры петербургских издательств («Молот», «Знание» и так далее). Киоск получал и продавал не только художественную, но и политическую литературу. Так, полученная киоском в 1906 году книга С. Верхоянцева «Конёк-скакунок», в которой в аллегорическом виде изображались события революции 1905 года, в количестве 300 экземпляров разошлась за три дня, хотя в других волжских городах она была конфискована полицией. Киоск являлся местом для нелегальных встреч, заведовал им член симбирской группы РСДРП Никифор Спирин.

Впоследствии (во второй половине 1980-х годов) киоск был воссоздан на территории музея и вошёл в музейный комплекс, связанный одной тематикой — деятельность Симбирской группы РСДРП.
Провал конспиративной квартиры произошёл 11 сентября 1906 года: московская полиция арестовала несколько человек во время сходки членов организации РСДРП Центрального района, и у одного из них в кармане был листок с адресом симбирской конспиративной квартиры. Была передана телеграмма симбирской полиции. Полицейские произвели обыск в доме Орловых. Им удалось захватить ряд важнейших документов, так как кто-то из группы не успел заложить в тайник ряд документов и печать группы. В. Орлов и третий организатор Симбирской группы РСДРП Ю. Кролюницкий успели скрыться, но Рябикова арестовали в доме. Однако ему удалось уйти.
После смерти отца Орлова дом был продан (после 1911 года) за долги и новые хозяева его несколько раз перестраивали. Так, был переделан главный фасад дома, украшен резьбой и обит тёсом, над балконом была сделана крыша на столбах и резное крыльцо перед террасой, изменена форма и место большинства дверей, оклеены стены обоями по срубу.
После революции и до середины 1960-х годов дом № 7 в Зелёном переулке (как стал называться бывший Введенский переулок) находился в частном владении.
15 ноября 1955 года бюро Ульяновского горкома Коммунистической партии Советского Союза приняло постановление о необходимости создания в качестве филиала Ульяновского областного краеведческого музея мемориального музея «Конспиративная квартира симбирских большевиков 1904—1906 гг.»
В 1957 году бывший дом Орловых был взят под охрану государства как историко-революционный памятник республиканского значения. Аналогичные постановления были приняты 9 мая 1963 года и в августе 1967 года бюро промышленного обкома КПСС.
В конце 1960-х годах, связи с работами по строительству областного Дворца пионеров, дом был разобран, но вскоре воссоздан по чертежам 1904 года на новом месте, ближе к строившемуся в то время Обелиску Славы на площади 30-летия Победы.

Летом 1973 года дом был реставрирован и 30 июля — в день 70-летия II съезда РСДРП — состоялось торжественное открытие мемориальной доски в честь В. Орлова и В. Рябикова на фасаде дома.
Из воспоминаний М. Х. Валкина (1922—2012), который был директором Ульяновского областного краеведческого музея в 1950—1982 гг.:
«В 1973 году пункт о создании музея был включён в мероприятия горкома партии по подготовке к 70-летию городской партийной организации. Началась напряжённая работа над тематико-экспозиционным планом и художественно-архитектурным проектом. Сотрудники музея установили связи с родными и близкими симбирских революционеров. В. В. Рябиков передал в музей целый ряд ценных материалов, характеризующих деятельность Симбирской группы РСДРП. Родные В. В. Орлова также передали музею собрание интересных материалов.

В ходе работы сотрудники постоянно советовались с местными учеными, краеведами-любителями. Следует отметить помощь, оказанную Григорием Ниловичем Фёдоровым. Он был активен, эмоционален и компетентен в вопросах истории местной партийной организации.

Помощь оказал также заведующий отделом пропаганды и агитации горкома Ю. А. Ромбовский в создании материальной базы музея (размещение заказов на изготовление экспозиционного оборудования, проведение ремонтно-реставрационных работ).

В экспериментальном цехе конструкторского бюро авиаприборостроения под руководством инженера Крупского на высоком техническом и эстетическом уровне были изготовлены турникеты. Оформительские работы выполнило Ульяновское отделение Художественного фонда.» 
29 мая 1974 года музей был торжественно открыт в присутствии областного и городского партийного и советского руководства в качестве филиала областного краеведческого музея. Постановлением Совета Министров РСФСР № 624 от 4 декабря 1974 года музею как памятнику государственного значения был присвоен код в автоматизированной системе Государственного информационно-вычислительного центра Министерства культуры (№ 7300000014).
(В 1997 году статус музея был понижен с памятника истории и культуры федерального значения до регионального уровня.)
В сенях перед светёлкой сохранились два уникальных тайника — большой тайник в стене и малый тайник в двери. Насколько искусно они были сделаны и замаскированы, говорит тот факт, что на протяжении 46 лет (с момента провала конспиративной квартиры симбирских большевиков в сентябре 1906 года до 1952 года) они оставались никому не известными. Их не смогла обнаружить полиция, совершившая обыск в конспиративной квартире в 1906 году.

Об этих тайниках ничего не знали новые хозяева дома, купившие его в 1912 году, и последующие владельцы, неоднократно менявшиеся на протяжении многих лет.
В 1952 году В. В. Рябиков, живший тогда в Москве, сообщил о существовании тайников и только тогда они были найдены.
М. Х. Валкин вспоминал об их обнаружении так:
«Любопытна история их [тайников] выявления. Как-то директор партийного архива М. И. Кривов и доцент сельхозинститута М. А. Бутаев навестили в Москве В. В. Рябикова. В беседе с ними Рябиков упомянул о тайниках, имевшихся в доме Орловых, описал их примерное расположение. На их поиски мы отправились целой группой: М. А. Бутаев, М. И. Кривов, столяр музея В. И. Пугачев и я. В результате скрупулёзного осмотра столяр обнаружил в расщелине между досками на стенке лестничной клетки мезонина еле заметные навесы. Продолжая осмотр, он обратил внимание на показавшийся подозрительным небольшой сучок на одной из досок. Сучок извлекался, а под ним оказалось замочное отверстие. В конце концов, мы увидели опустившуюся вниз горизонтальную дверь, а за ней обитую толстым слоем войлока нишу, в которой стоя могли скрываться три человека или могло храниться оружие, нелегальная литература, множительная техника и т. п. А в нижней части двери „светёлки“ удалось обнаружить небольшой тайник, где можно было спрятать пистолет, листовки и т. п.

Попутно замечу, что, когда в Ульяновск приезжали коммунисты-подпольщики из стран „третьего мира“, они, посещая музей, с большим интересом знакомились с устройством тайника, говорили, что используют этот, по их мнению, интересный опыт.» 
Посетившая музей в августе 1974 года племянница В. И. Ленина (дочь его младшего брата Д. И. Ульянова, который в 1905—1906 годах входил в руководящее ядро Симбирской группы РСДРП) Ольга Дмитриевна Ульянова записала в книге отзывов: «Это одно из самых интересных мест, связанных с историей нашей партии в России».
Музей работал в качестве мемориального памятника симбирских большевиков с момента открытия и до начала 1990-х годов. С 1990-х годов в музее экспонируются выставки, посвящённые симбирянам-декабристам, современным политическим партиям, Великой Отечественной войне и Афганской войне.

## Настоящее время
В начале 2000-х гг. возникла идея открытия в музее экспозиции, посвящённой ветеранам локальных войн (во многом в связи с соседством музея с обелиском 30-летия Победы и памятников, посвящённым участникам локальных войн в Афганистане и Чечне). Было налажено сотрудничество с ветеранами локальных войн, матерями и вдовами погибших ульяновцев, ветеранскими организациями (например, «Боевое братство»), что позволило начать комплектование фондов музея необходимыми для этого материалами. Самым значительным проектом по данной теме было открытие в мае 2006 г. выставки «Время выбрало нас» об ульяновцах-участниках войн в Афганистане и Чечне.
В настоящее время в музее действуют следующие две постоянные экспозиции:
- «Создание и деятельность Симбирской группы РСДРП в 1904—1906 гг.», которая состоит из двух частей. Историко-документальную часть экспозиции составляет выставка фотографий, документов и предметов из фотодокументального и вещевого фонда музея, характеризующих деятельность Симбирской группы РСДРП, а в мемориальный раздел экспозиции входят комната «Светёлка», в которой в 1904—1906 гг. жили В. Орлов и В. Рябиков (в этой комнате при реставрации был восстановлен интерьер начала XX века) и экспозиция «Уникальные тайники»;
- «Время выбрало нас» — об ульяновцах-участниках войн в Афганистане и Чечне.

Кроме того, в музее регулярно создаются сменные выставки как с использованием фотодокументального и вещевого фонда Ульяновского областного краеведческого музея, так и выставки картин (так, на протяжении многих лет партнёром музея является Детская школа искусств № 9, которая предоставляет для выставок картины учащихся на различные темы).
Музей проводит культурно-просветительскую, патриотическую, образовательную работу, сотрудничая с различными учебными заведениями (в том числе университетами), общественными организациями, деятелями культуры. Данные виды работы включают в себя лекции (как в музее, так и вне его), встречи, научные консультации. Регулярно в музее проходят практику студенты исторического факультета Ульяновского государственного педагогического университета. При этом они участвуют в создании различных образовательных проектов. Например, в 2008 г. студенты совместно с сотрудниками музея разработали и провели образовательное мероприятие «Найди тайники», содержащее интерактивно-игровой компонент с вариантами для посетителей разных возрастов.
Контакты с представителями организаций ветеранов боевых действий в локальных войнах способствуют расширению и обновлению экспозиции, проведению мероприятий воспитательно-патриотического характера. В 2007 г. музей совместно с Ульяновской областной организацией ветеранов локальных войн «Боевое братство» выиграл губернаторский грант. Был составлен и выпущен сборник-фотоальбом об ульяновцах-участниках боевых действий в Афганистане и Чечне.
Контингент посетителей музея составляют учащиеся разных возрастов, военнослужащие, жители Ульяновска, иногородние, а также посетители из стран ближнего и дальнего зарубежья (США, ФРГ, Дании, Словении, арабских стран и др.).
По подсчётам, с момента открытия до конца 2012 г. музей посетило более 800 тыс. человек.
Летом-осенью 2012 г. в музее был проведён косметический ремонт здания (окраска крыши, стен, оконных рам, ремонт цоколя) на средства частных лиц.
В апреле 2013 г. благодаря возобновлению контактов между музеем и родственниками симбирских революционеров на празднование 130-летнего юбилея со дня рождения одного из организаторов Симбирской группы большевиков В. В. Рябикова из Москвы приезжали его внук и правнучка Сергей Владимирович и Александра Сергеевна Рябиковы, которые пополнили коллекцию музея несколькими ценными экспонатами — личными вещами Валентина Владимировича. В ходе состоявшихся юбилейных мероприятий состоялось открытие мини-выставки «Младенец-Старший», возложение цветов к мемориальной доске в честь В. Рябикова, расположенной на ул. Рябикова Засвияжского района г. Ульяновска (открыта в сентябре 1986 г.) и заседание Учёного совета краеведческого музея.
Постановлением Правительства Ульяновской области № 188-П от 23 мая 2013 г. утвержден перечень объектов культурного наследия, не подлежащих приватизации. В их число вошёл и музей «Конспиративная квартира Симбирской группы РСДРП (1904—1906 гг.)».
В сентябре 2013 г. на средства, пожертвованные С. В. Рябиковым, была произведена реконструкция балкона музея ввиду его аварийного состояния.
В апреле 2014 г. в результате оказанной благотворительной помощи от общества с ограниченной ответственностью «Симбирская реставрационная компания» были заменены водосточные трубы, а в сентябре 2014 г. обновлено крыльцо.

## Галерея
- Ремонтные работы, август 2012 г.
- Реконструкция балкона музея.
- Ремонтные работы, октябрь 2012 г.
- Музей до ремонта, май 2009 г.
- Музей симбирских большевиков (2023).

## Экспозиция музея
- Экспозиция музея.
- Экспозиция музея - китель генерала Орлова В. И.